# St. Bernhard-Frauenhofen
St. Bernhard-Frauenhofen, Sankt Bernhard-Frauenhofen – gmina w Austrii, w kraju związkowym Dolna Austria, w powiecie Horn, w regionie Waldviertel. Liczy 1 263 mieszkańców (1 stycznia 2014).